# Обернхайм
Обернхайм (нем. Obernheim) — община в Германии, в земле Баден-Вюртемберг. 
Подчиняется административному округу Тюбинген. Входит в состав района Цоллернальб.  Население составляет 1432 человека (на 31 декабря 2010 года). Занимает площадь 15,02 км².